# フォールリベルテ
フォールリベルテ（仏: Fort-Liberté, ハイチ語: Fòlibète）はハイチ北東部の港湾都市。北東県の県庁所在地。フォールリベルテ湾に突出した岬の付け根にある。人口は34,434人（2015年推計）。
イスパニョーラ島のタイノ族の土地バヤハ (Bayaha) に1578年にスペインの植民地として建設され、フランス領とされた際にフォール＝ドーファン (Fort-Dauphin, 王太子の砦) に改名された。フォール＝ドーファンは1732年に岬に造られた城塞の名前でもある。ヴァンサン＝マリ・ヴィエノは著名な入植者である。フランス植民地時代は砂糖の積出し港の一つ、後もコーヒーなどの輸出港の一つである。
ハイチ革命では元総督で地主であったロシャンボー将軍が1802年2月2日の再上陸の際に住民を殺戮し、シャルル・ルクレールの死後ナポレオンのハイチ遠征軍を引継いだが、その後ハイチ独立に伴いフォールリベルテ（自由の砦）に改名された。アンリ1世の時代にはフォール＝ロワヤル (Fort-Royal, 王の砦) と改名されたが死後に戻された。
1895年3月にはホセ・マルティがキューバに戻る途上で立ち寄った。
1930年にはアメリカ海兵隊による占領に対する反乱がフォーリベーテでも行われた。